# Districte de Mackenzie
|  | Aquest article tracta sobre un districte dels Territoris del Nord-oest, al Canadà. Si cerqueu el districte neozelandès, vegeu «Districte de Mackenzie (Nova Zelanda)». |

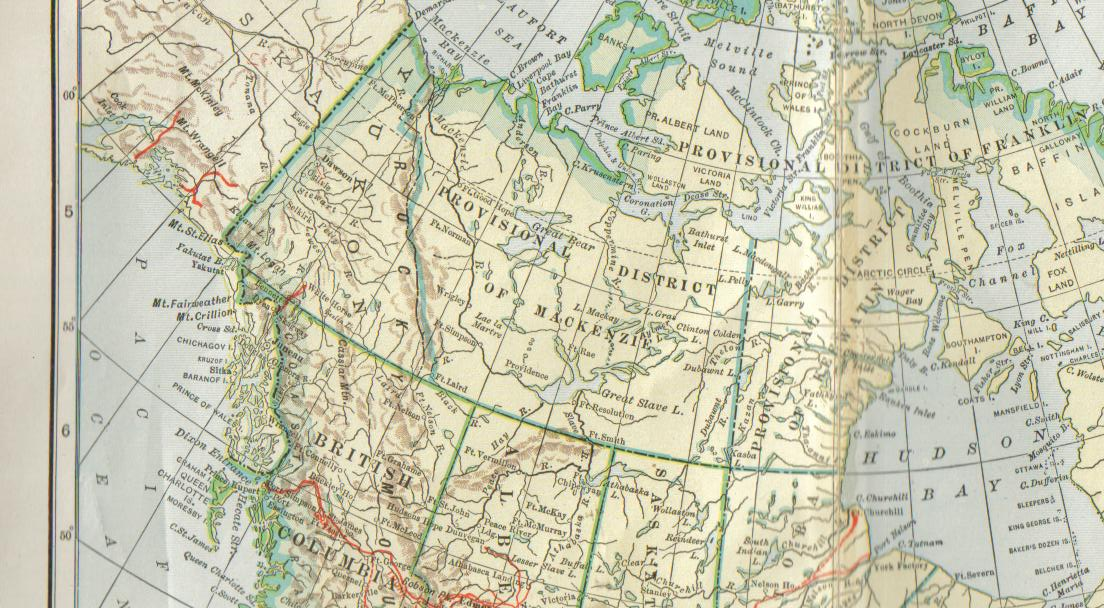
Mapa del Territori de Mackenzie.

El Districte de Mackenzie va ser una divisió administrativa dels Territoris del Nord-oest, al Canadà, creada el 1895, que comprenia una part dels Territoris del Nord-oest, just al nord de la Colúmbia Britànica, Alberta i Saskatchewan, al Canadà continental.
Juntament amb el Districte de Keewatin i el Districte de Franklin, va ser un dels últims darrers districtes en sobreviure dels antic Territoris del Nord-oest abans de la formació del Territori de Nunavut el 1999, moment en què va desaparèixer, tot i que com a districte administratiu havia deixat de funcionar diversos anys abans de la divisió.
Actualment la major part de la zona compresa dins l'antic Districte de Mackenzie es troba inclòs dins els Territoris del Nord-oest, els quals ja no estan dividits en districtes. La resta, juntament amb tot el districte de Keewatin i la major part del de Franklin, es troba a Nunavut.